# 20 (EP)
《20》은 대한민국의 록 밴드 혁오의 첫 번째 EP 음반이다. 오혁이 19살 때부터 20살, 21살 때까지 썼던 곡들을 담은 음반으로 전곡의 작사, 작곡, 편곡을 맡았다. 음반 커버는 오혁의 학교 선배 중에 스무 살 때부터 같이 작업하고 있는 형이 도와줬다. 열아홉은 뭔가 결여되어있는 것 같고, 스무살이라고 하면 뭐든지 다 할 수 있을 것 같은 느낌, 스물 하나는 이미 알 것 다 알고 한 번씩 겪어 봤을법한 숫자같아 "20"이라는 10대와 20대 사이에 있는 것 같은 숫자가 가지고 있는 상징적인 의미의 표현과 자유분방하면서도 우울한 정서를 표현하고 싶었다고. 음반 준비와 녹음이 다 끝난 후 멤버가 합류되어 음반에 직접 관여를 한 건 오혁을 제외한 나머지 멤버 중 이인우밖에 없다. 첫 음반이니까 러프하게 녹음을 했다고 한다.

## 곡 목록
모든 곡들은 오혁에 의해 작사/작곡하였다.
| #  | 제목                                 | 재생 시간 |
| -- | ------------------------------------ | --------- |
| 1. | 〈Lonely〉                           | 2:54      |
| 2. | 〈Feels Like Roller - Coaster Ride〉 | 4:32      |
| 3. | 〈Ohio〉                             | 4:09      |
| 4. | 〈위잉위잉〉                         | 3:14      |
| 5. | 〈Our Place〉                        | 4:58      |
| 6. | 〈I Have No Hometown〉               | 4:06      |